# Artilleriezugmaschine

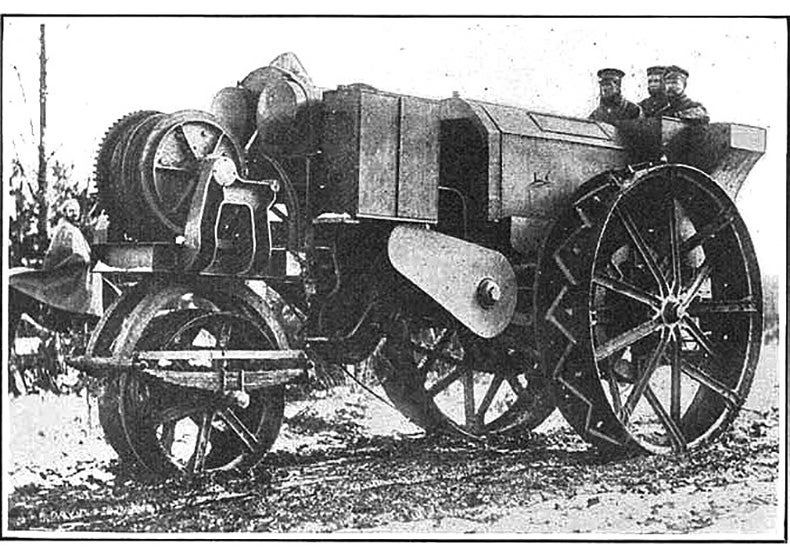
Arator-Artilleriezugmaschine der Standard-Motorpflug-GmbH (1915)

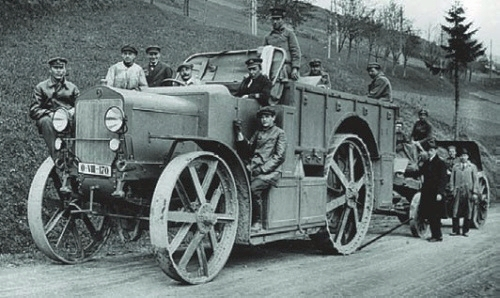
Škoda-Artilleriezugmaschine vom Typ U (1920)

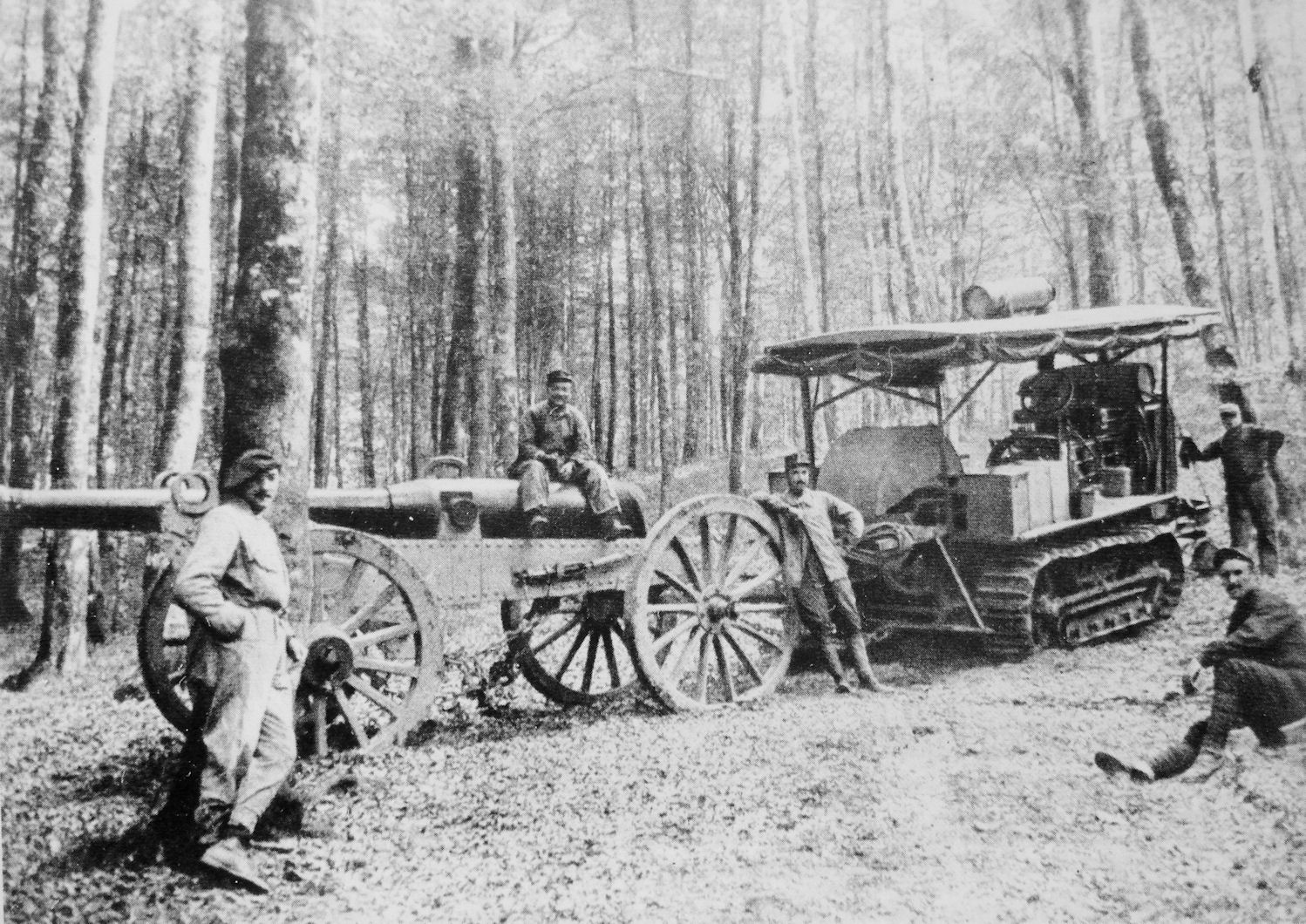
Holt-Artillerieschlepper (1915)

Artilleriezugmaschinen (auch Artillerieschlepper oder Artillerietraktoren) sind Zugmaschinen bzw. Traktoren, die zum Fortbewegen schwerer Geschütze und der dazugehörigen Munition konzipiert sind.

## Vorgeschichte
Die Vorgeschichte von Artilleriezugmaschinen und motorisierten Militärfahrzeugen hat gemeinsame Wurzeln mit der allgemeinen Geschichte zur Motorisierung. Bereits 1769 stellte der französische Artillerieoffizier Nicholas Cugnot den ersten selbstfahrenden Motorwagen vor, der mit einer Dampfmaschine betrieben wurde. Darauf folgten weitere Erfindungen zu dampfbetriebenen Fahrzeugen von Oliver Evans (Patentanmeldung 1783), in 1786 je ein Fahrzeug „Steam-Carriage“ von William Symington und ein Erprobungsdampffahrzeug von William Murdock. Richard Trevithick stellte 1802 den „Puffing Devil“ vor. Im 19. Jahrhundert wuchsen Verbreitung und Zuverlässigkeit der Fahrzeuge. So stieg die Zahl der Erfindungen zu Lokomobilen für den Straßenverkehr und im Bereich des Schienenverkehrs die Zahl der Neuerungen für Lokomotiven. Pedro Ribera verbesserte ein englisches Lokomobil und bewältigte damit im Jahr 1860 eine Strecke von etwa 200 Kilometern zwischen Valladolid und Madrid in 20 Tagen.

## Geschichte der Artilleriezugmaschinen
Ab den 1870er Jahren experimentierte die Preußische Armee mit Artilleriezugmaschinen auf Basis von Lokomobilen. Die ersten brauchbaren Artilleriezugmaschinen traten noch vor dem Ersten Weltkrieg in Erscheinung und erhöhten die Mobilität militärischer Einheiten. Dabei handelte es sich meist um modifizierte landwirtschaftliche Traktoren wie beispielsweise von Foster, Fowler, der Heinrich Lanz AG oder Podeus. Auch schwere Zugfahrzeuge von Austro Daimler, Büssing, Škoda, Thornycroft und Krupp sowie Lastkraftwagen mit Allradantrieb wie der Daimer-Krupp KD 1 oder das Halbkettenfahrzeug von Benz-Bräuer wurden genutzt. Diese Schlepper vermochten auch schwerste Geschütze zu bewegen, deren Anspannung mit zuvor über 8 Pferden kaum für den Transport praktikabel war. Obschon der Motorisierungsgrad nach dem Ersten Weltkrieg in den Streitkräften insgesamt zunahm, bildeten immer noch Pferde das Rückgrat für die Bewegung von Artillerie. Nicht zuletzt aus Kostengründen wurden Pferde in etlichen Armeen noch lange Zeit für den Kraftzug gebraucht.
In der modernen Kriegsführung spielen schwere Artilleriezugmaschinen so gut wie keine Rolle mehr, da inzwischen die verbreiteten Kaliber für Feldhaubitzen um 155 mm liegen. Das sind Dimensionen, bei denen als Zugmittel ein normaler geländegängiger Lastkraftwagen ausreicht. Moderne Panzerhaubitzen oder Selbstfahrlafetten haben die schweren lafettierten Einzelgeschütze weitgehend verdrängt. Bei der Raketenartillerie werden noch im 21. Jahrhundert besonders leistungsfähige Zugmaschinen gebraucht.

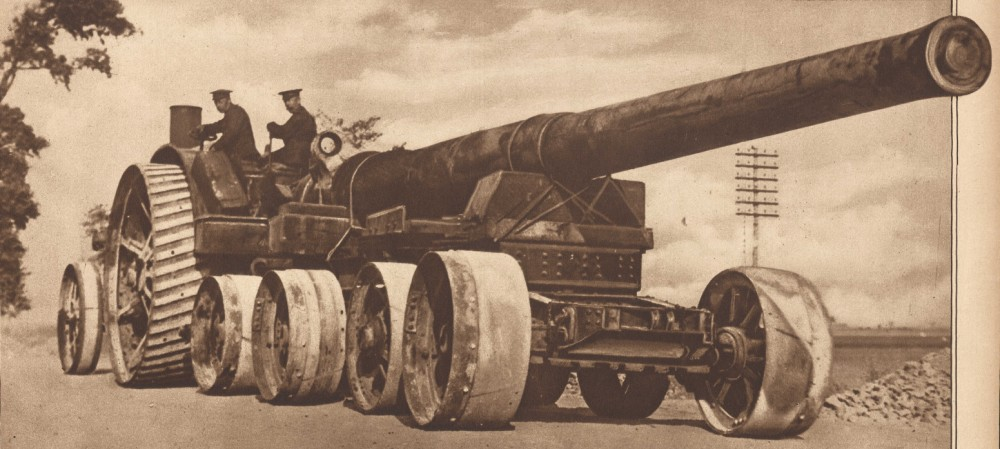
Foster-Daimler-Artilleriezugmaschine, ca. 1917
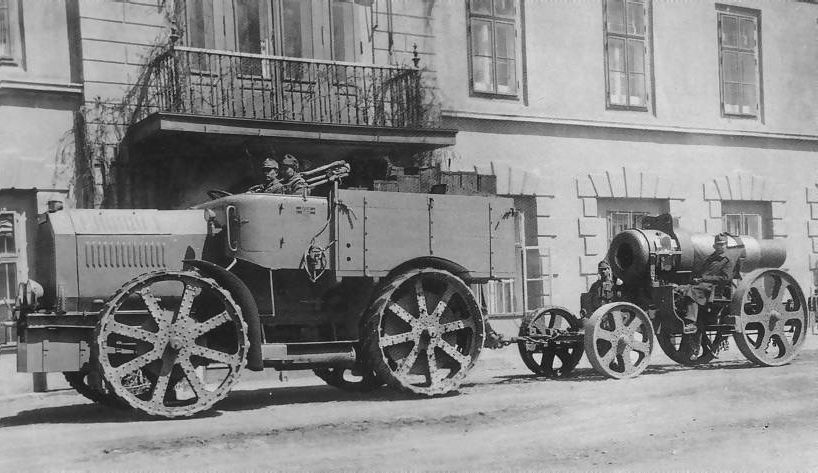
Austro Daimler-Artilleriezugmaschine, ca. 1917
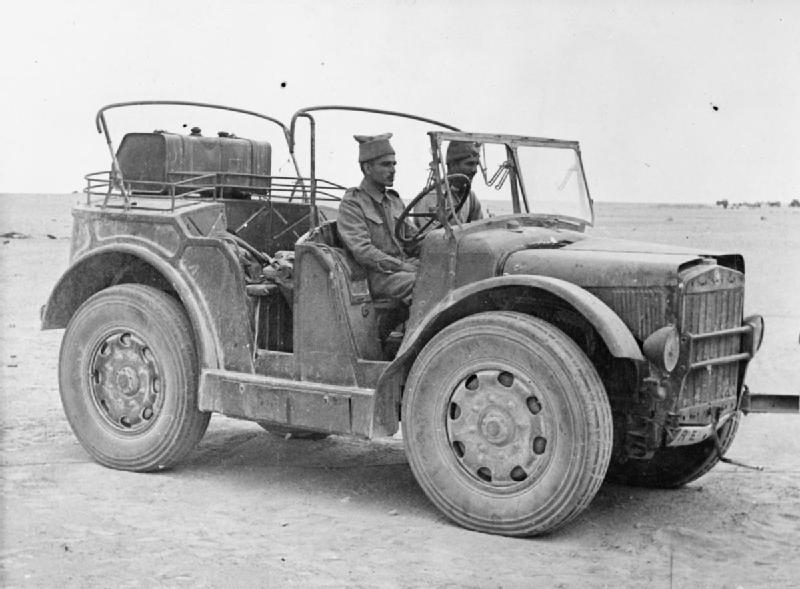
Fiat-SPA TL37-Artilleriezugmaschine, 1938
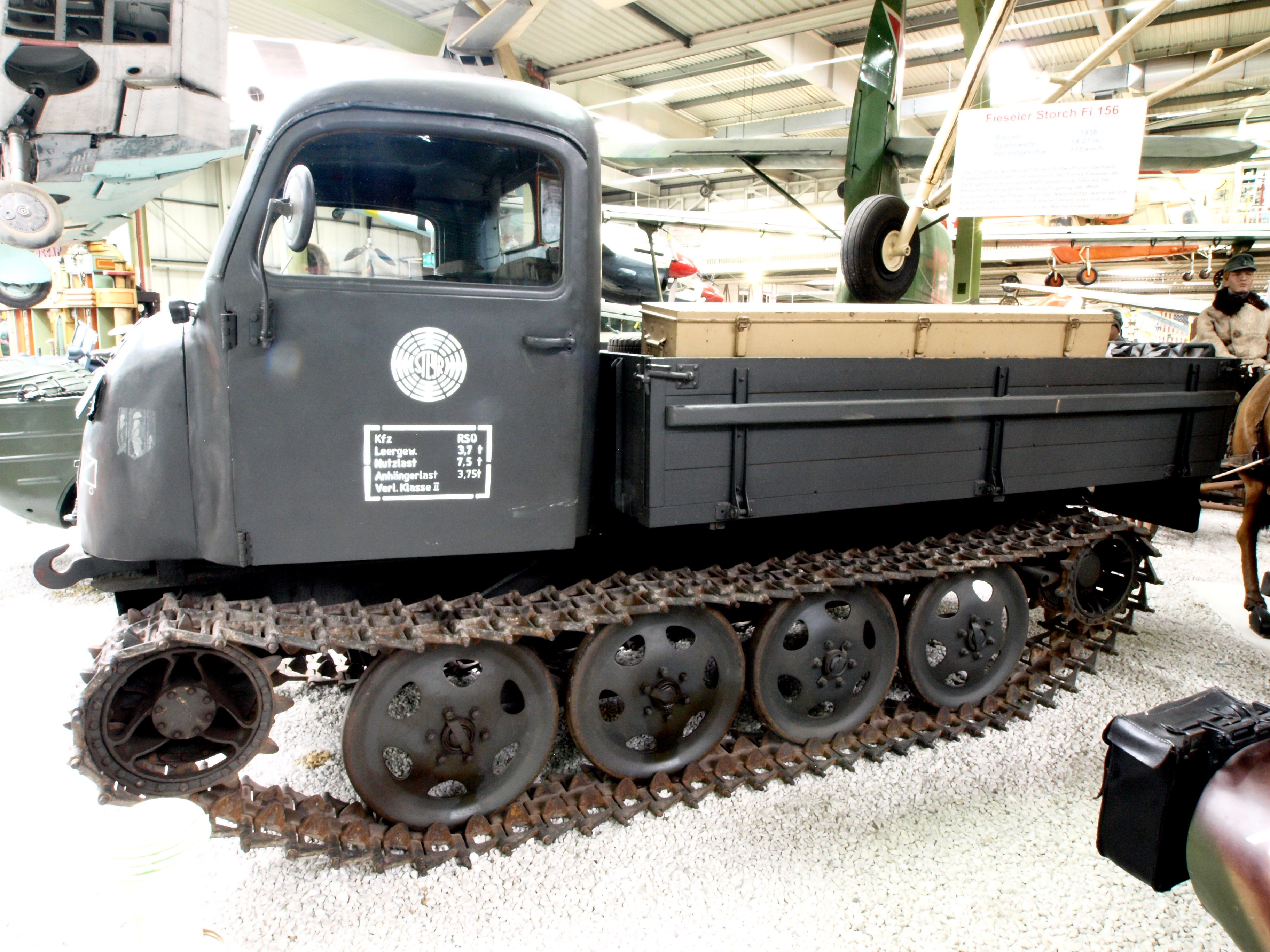
Raupenschlepper Ost Typ RSO/1, 1943

## Liste von Artillerieschleppern

### Vollkettenfahrzeuge
- Hornsby tractor (1910)
- Holt Tractor

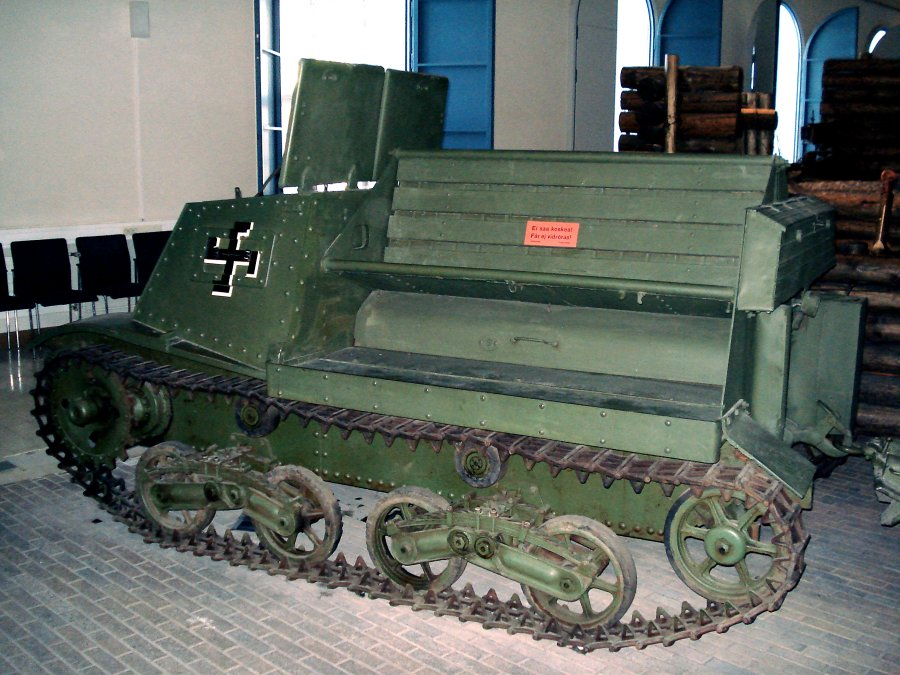
T-20 Komsomolez

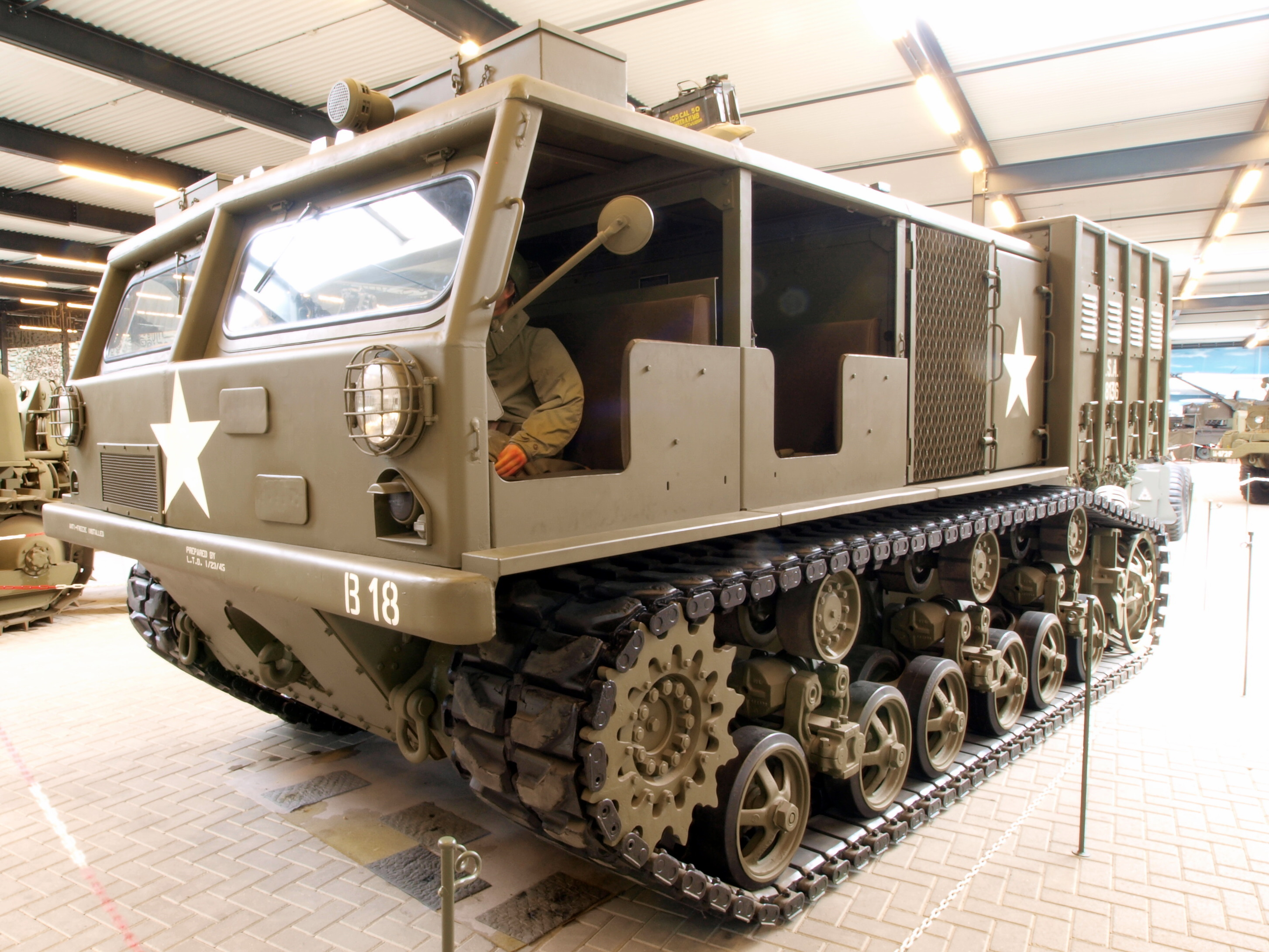
M6 High-Speed Tractor aus US-amerikanischer Produktion

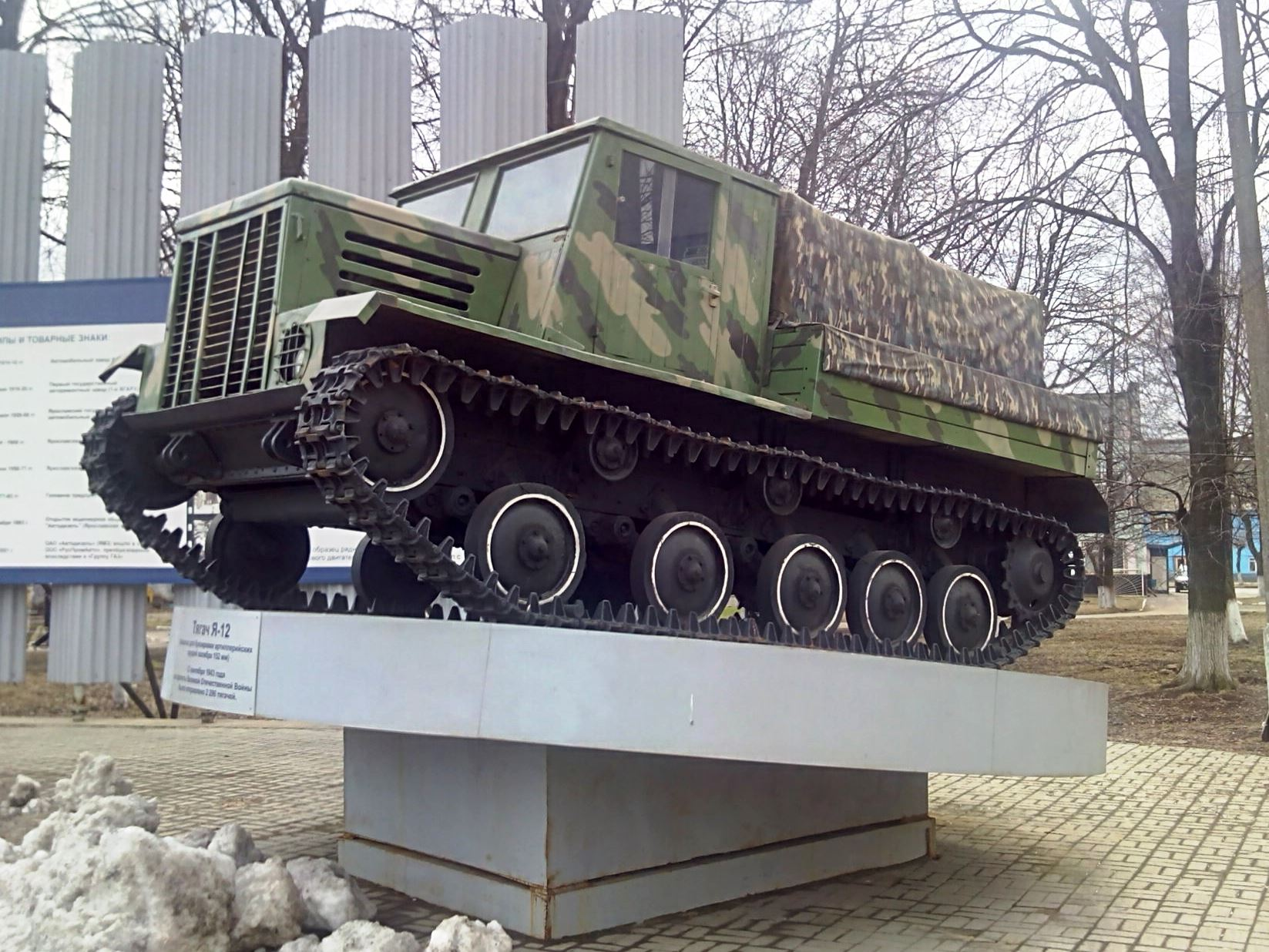
Sowjetischer Ja-12 aus dem Zweiten Weltkrieg

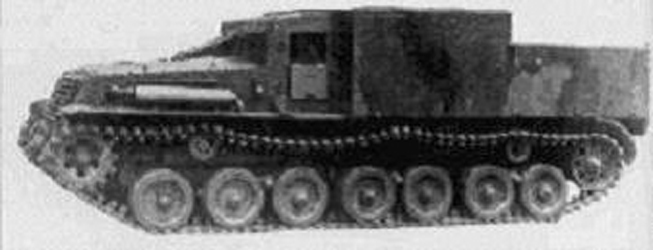
Japanischer Typ 4 Chi-So

- Landwirtschaftliche Traktoren der Firma Best
- T-20 – Sowjetunion
- Ja-12 – Sowjetunion
- Komintern – Sowjetunion
- Woroschilowez – Sowjetunion[7]
- AT-S – Sowjetunion
- AT-T – Sowjetunion
- AT-L – Sowjetunion
- ATS-59 – Sowjetunion
- MT-T – Sowjetunion
- STZ-5 – Sowjetunion
- M4 High-Speed Tractor – USA
- M5 High-Speed Tractor – USA
- M6 High-Speed Tractor – USA
- M8 High-Speed Tractor – USA
- Raupenschlepper Ost – Deutschland
- Saurer RR-7 Rad-Kette-Hybrid – Österreich
- Vickers 6-ton: Dragon, Medium Mark IV (Mark E) als Artillerieschlepper für die britische Armee
- M3 Lee/Grant: M33 Prime Mover
- M4 Sherman: M34 Prime Mover, M35 Prime Mover, Sherman Gun Tower, Wolverine Gun Tower
- Crusader: Crusader II, Gun Tractor Mk I
- C2P – Polen, auf TKS-Fahrgestell basierend
- C7P – Polen, auf 7TP-Fahrgestell basierend
- Renault UE Chenillette – Frankreich
- Șenileta T-1 – Rumänien
- TAR-76 – Rumänien
- TMA-83 – Rumänien
- Typ 92 I-Ke – Japan
- Typ 92 Ni-Ku – Japan
- Typ 94 Yo-Ke –  Japan
- Typ 95 Ho-Fu – Japan
- Typ 98 Ro-Ke – Japan
- Typ 98 Shi-Ke – Japan
- Typ 4 Chi-So – Japan

### Halbkettenfahrzeuge

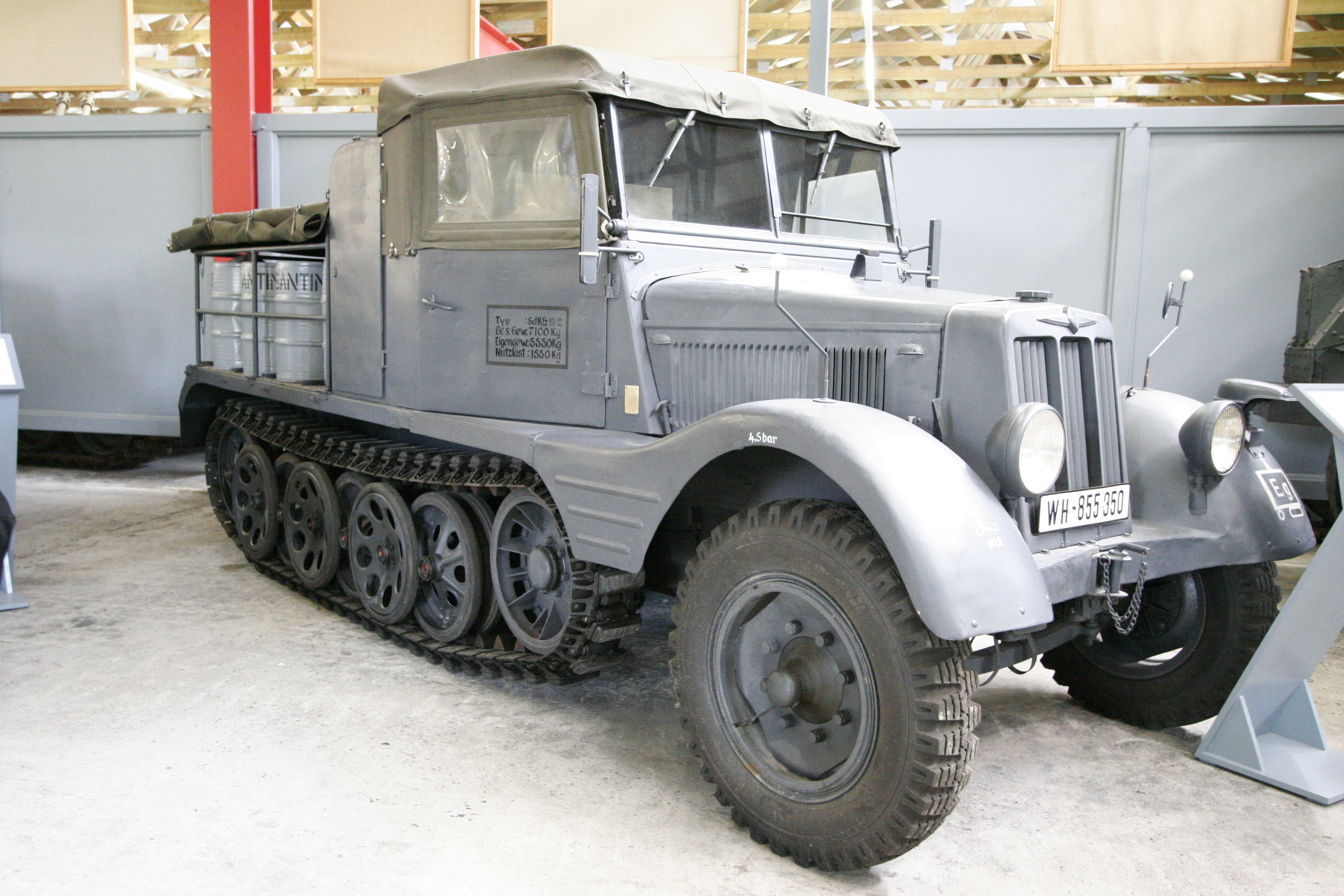
Deutsches Sd.Kfz. 11 in einem Museum

- Breda Tipo 61 – Italien
- C4P – Polen
- Fiat 727 – Italien
- Unic P107 – Frankreich, 1934
- SOMUA MCG – Frankreich
- Sd.Kfz. 6 – Deutschland
- Sd.Kfz. 7 – Deutschland
- Sd.Kfz. 8 – Deutschland
- Sd.Kfz. 9 – Deutschland
- Sd.Kfz. 10 – Deutschland
- Sd.Kfz. 11 – Deutschland
- Maultier – Deutschland
- Halbkettenfahrzeug M2 – USA, 1940
- Halbkettenfahrzeug M3 – USA, 1940
- ZIS-22 – Sowjetunion
- ZIS-42 – Sowjetunion
- Typ 98 Ko-Hi – Japan

### Radfahrzeuge
- Pinzgauer – Österreich
- ADAZ – Österreich
- PZInż 342 – Polen
- CMP FAT – Kanada
- M3 Scout Car – USA
- Laffly V 15 T – Frankreich
- Laffly S 25 T – Frankreich

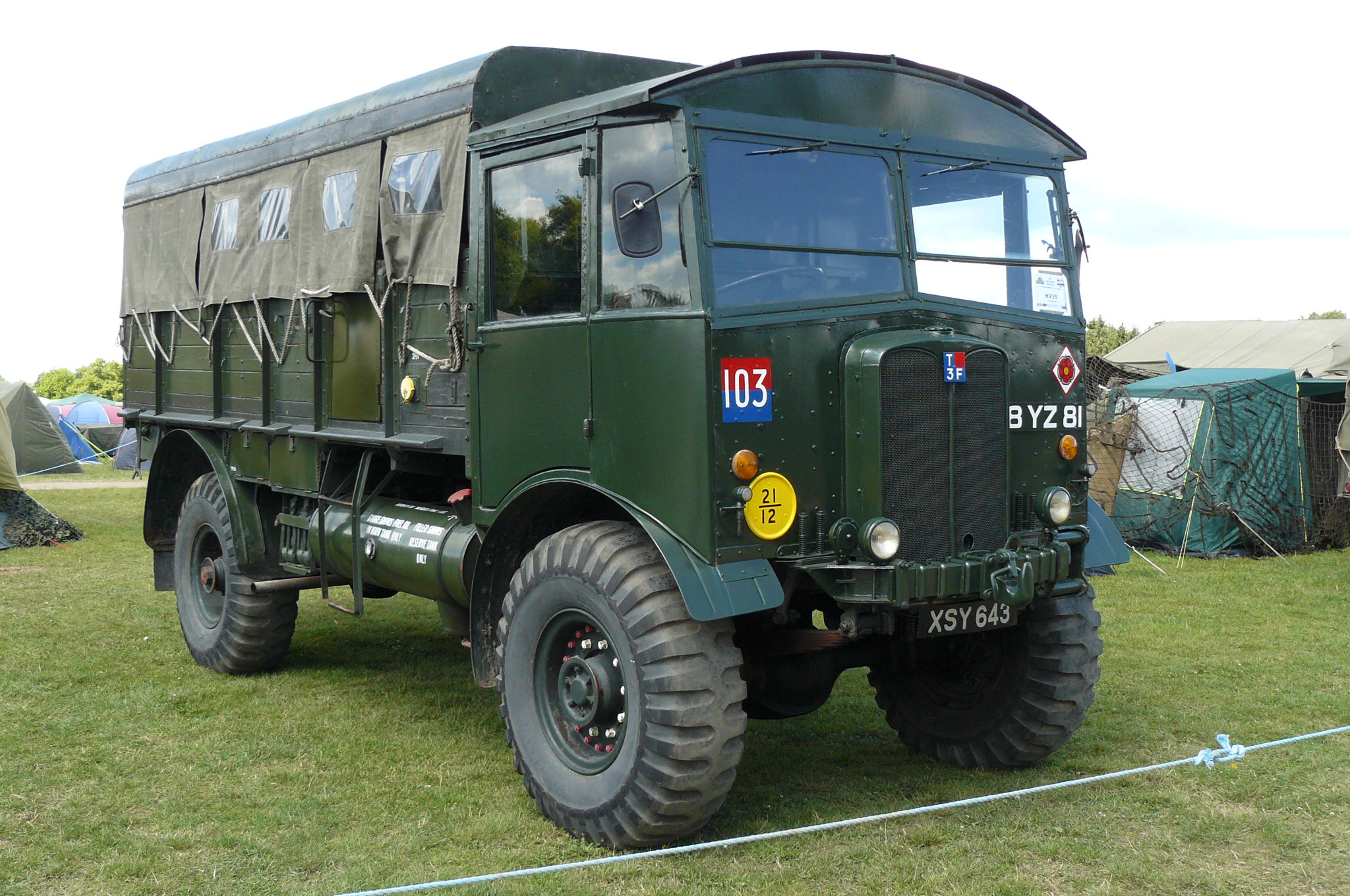
Britischer AEC Matador

- Land Rover Forward Control – Großbritannien
- AEC Matador – Großbritannien
- Morris C8 – Großbritannien
- Morris CDSW – Großbritannien
- Scammell Pioneer  – Großbritannien
- Krupp-Protze – Deutschland
- Radschlepper Ost – Deutschland
- Fiat-SPA TL37 – Italien
- Pavesi P4 – Italien
- Typ 96 Zugmaschine – Japan

### Beutefahrzeuge
Von den jeweiligen Kriegsparteien ist bekannt, dass gelegentlich Schlepper aus erbeuteten Beständen genutzt wurden.